# Vermilion Energy
Vermilion Energy is een internationaal opererend concern dat zich bezig houdt met olie- en gaswinning en -productie en is opgericht in 1994. Het hoofdkantoor is gevestigd in Calgary (Canada); het hoofdkantoor voor Nederland is gevestigd in Harlingen. Het bedrijf concentreert zich met vestigingen in Noord-Amerika, Europa - waaronder in Nederland - en Australië. De beursgenoteerde onderneming staat op de Toronto Stock Exchange en de New York Stock Exchange.
In 2020 werd bestuursvoorzitter Anthony Marino opgevolgd door mede-oprichter Lorenzo Donadeo.

## Nederland
In Nederland startte Vermilion Energy in 2015 met boren in Steenwijkerland, Westerveld en Weststellingwerf en breidde daarna haar winningsactiviteiten uit.
In 2020 kreeg Vermilion Energy vergunning om 400 miljoen kuub extra gas winnen uit twee bestaande gasvelden ten (noord-)westen van Drachten: Middenburen en Opeinde-Zuid. De verdere bodemdaling wordt hierdoor geschat op 4 centimeter.
Verder wint het energiebedrijf Vermilion Energie gas in de Kop van Overijssel en in Zuidwest-Drenthe.
Het bedrijf heeft tot 2021 ook gas gewonnen uit het Zuidwal-gasveld in de Waddenzee.

## Verzet tegen boringen van Vermilion
Bewoners van Eesveen en Wapserveen tekenden bij de Raad van State bezwaar aan tegen boringen in het gaswinningsgebied Eesveen. Het ministerie heeft een instemmingsbesluit genomen dat zonder succes is aangevochten. Bewoners zijn ertegen in beroep gegaan, onderwijl gaat het boren door Vermilion daar door.
Bezwaar door bewoners uit De Peinder Mieden bij Opeinde tegen de boringen in de gasvelden Middelburen en Opeinde-Zuid werd afgewezen. Vermilion heeft hiervoor vergunning respectievelijk 2028 en 2036.